# Castillo de Bisceglie

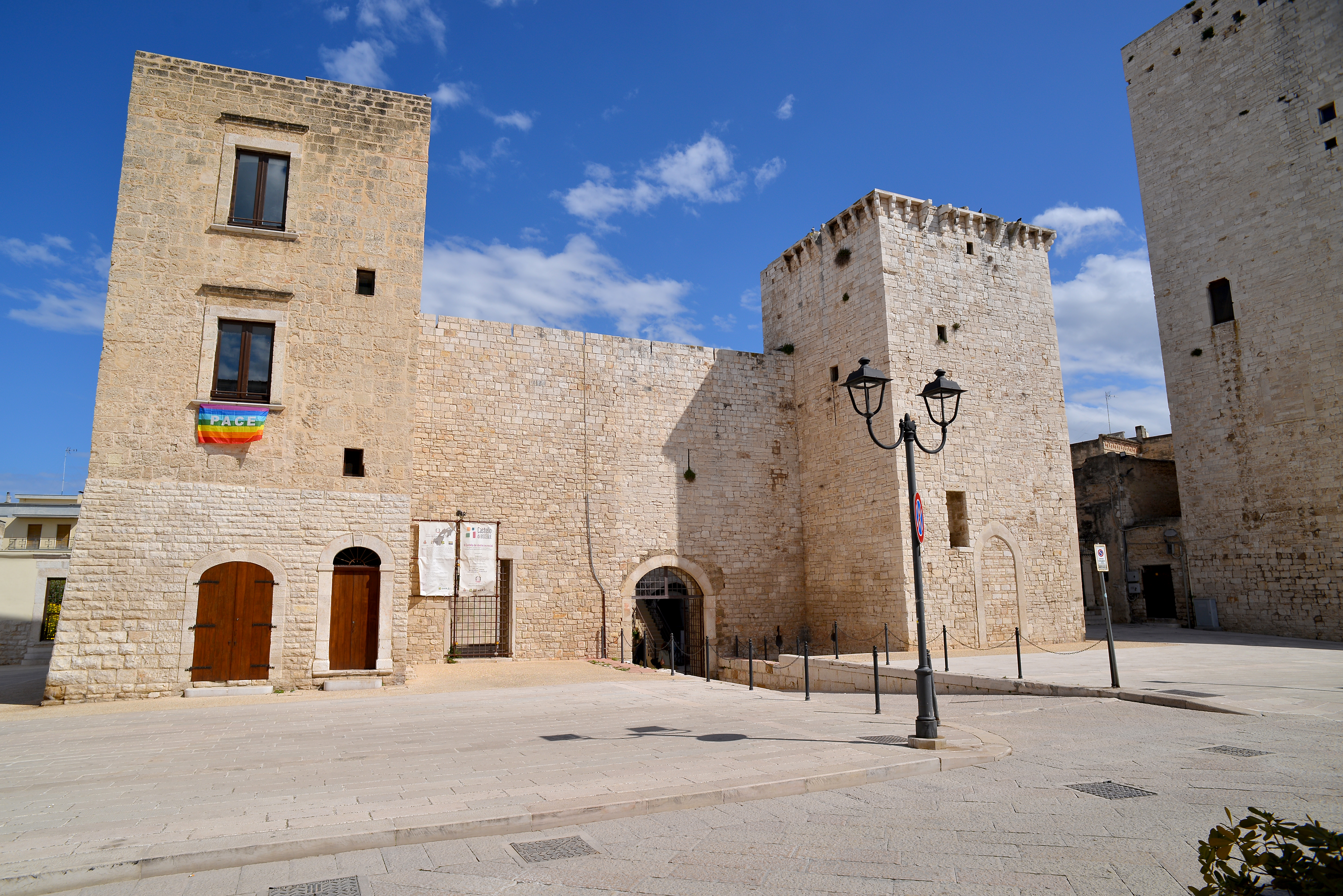
El castillo de Bisceglie en 2023

El Castillo de Bisceglie fue construido, por iniciativa del Conde Pedro I, en Bisceglie a partir del siglo XI, durante el período normando.

## Historia

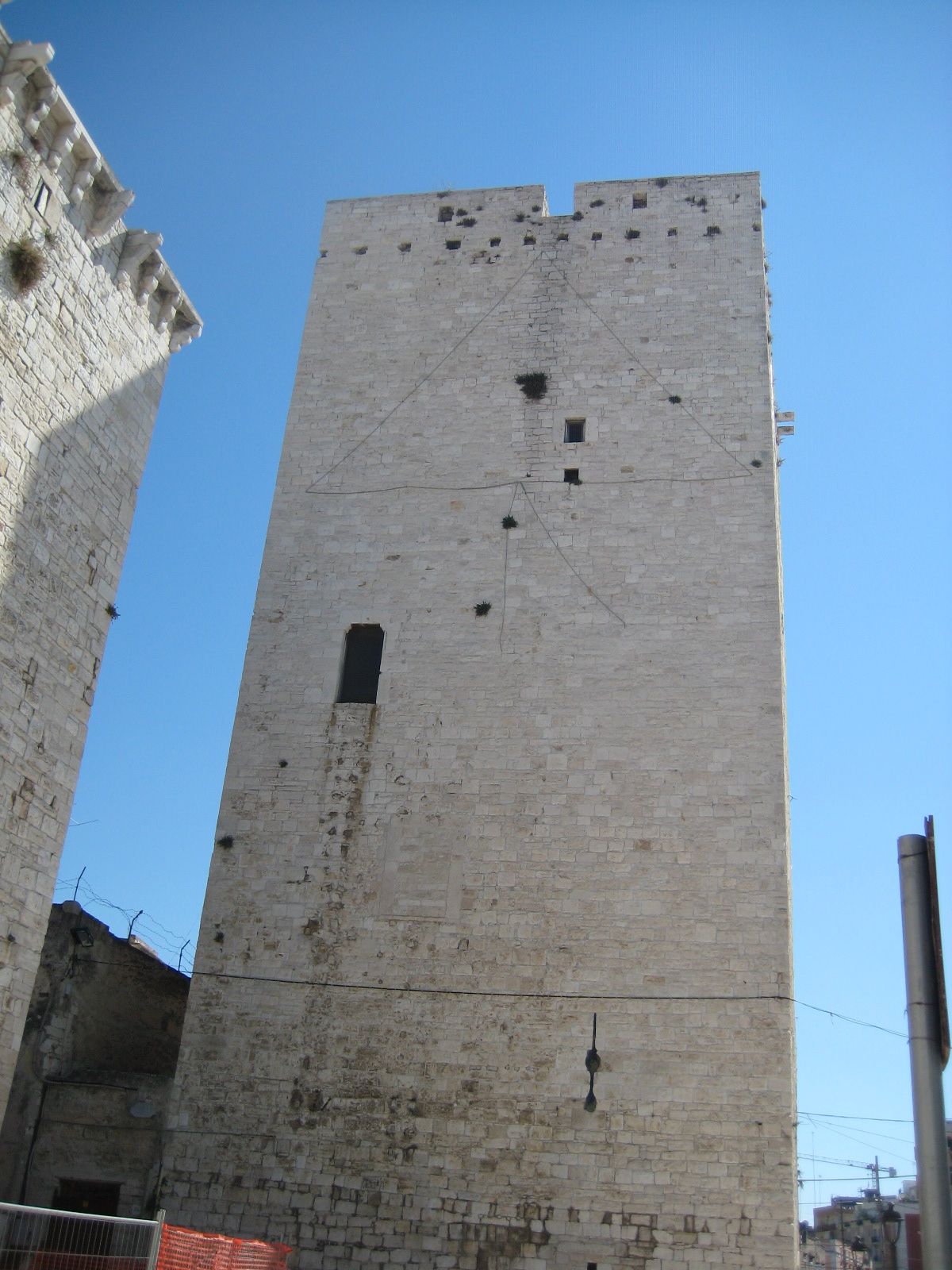
La torre maestra

El edificio representa un complejo resultante de la agregación de edificios y espacios de diferentes épocas. Por lo tanto, las investigaciones histórico-filológicas realizadas hasta ahora sugieren que sus orígenes son inciertos y controvertidos. Según algunos estudiosos, la parte más antigua del castillo data del siglo XI, bajo dominio normando, por voluntad del conde Pedro I, quien inició la construcción alrededor de 1060 de la imponente torre de la maestra, de aproximadamente 24 metros de altura y situada en el extremo derecho del complejo militar. Otros estudiosos, sin embargo, creen que el castillo toma forma en la primera mitad del siglo XIII, durante el periodo suabo, en la proximidad de la ya existente torre normanda.
En cualquier caso, las extraordinarias obras de ampliación del castillo son sin duda angevinas, como lo demuestra el escudo de armas de Carlos I de Anjou que corona la puerta de entrada de la torre oeste y una inscripción grabada en el anillo del portal apuntado del palatium.
Durante la época aragonesa, el castillo fue sometido a una extensa restauración, o más bien reconstrucción, y se le realizaron modificaciones para una nueva fortificación. Sin embargo, con el tiempo, debido a su incapacidad para resistir el ataque de las armas de fuego modernas, la estructura perdió su principal función militar y se destinó a uso civil. La Universidad utilizó parte de ella para la molienda de grano.

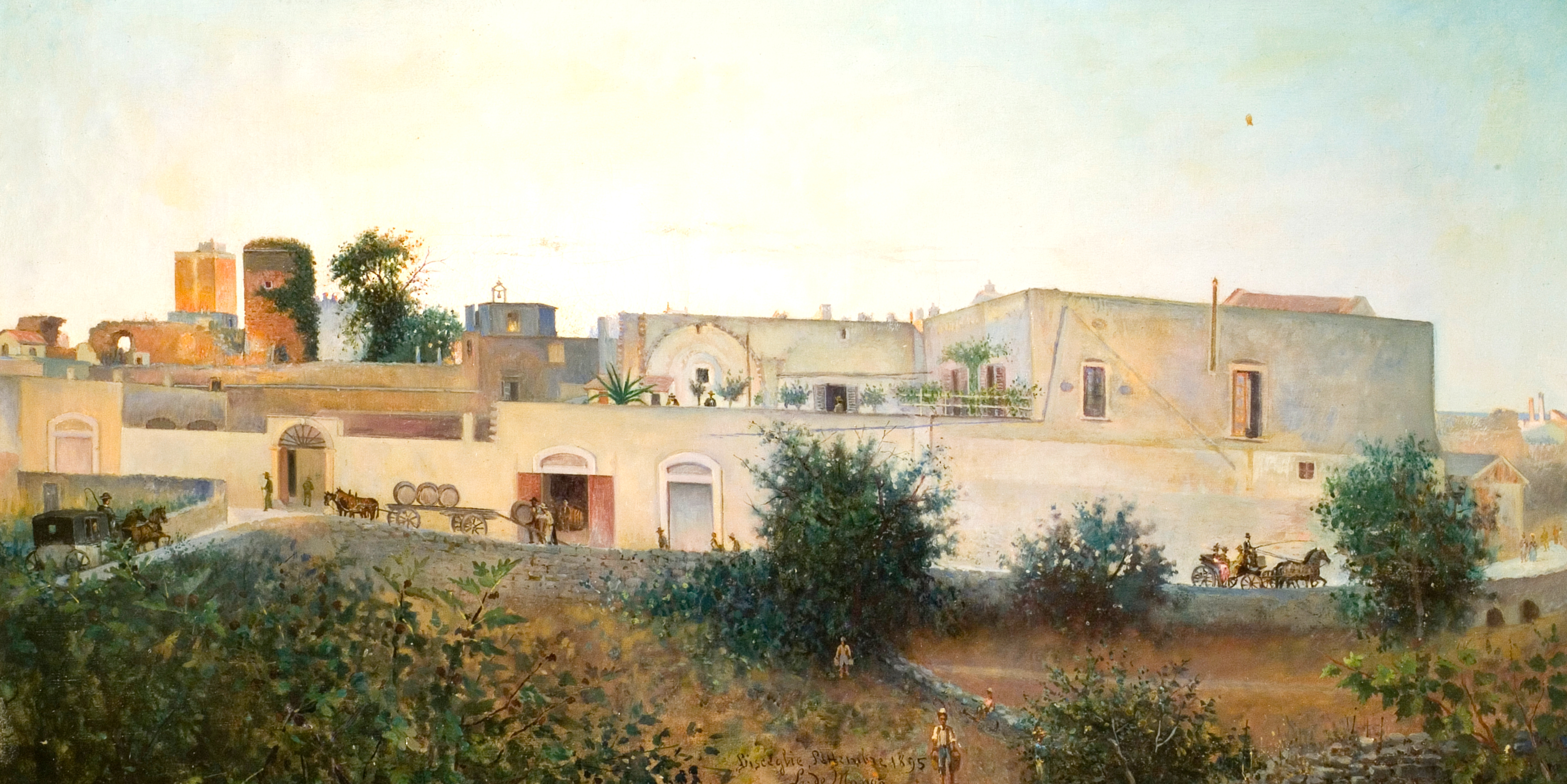
Vista del castillo en 1895 según una pintura de Leonardo De Mango

A partir de finales del siglo XVIII, el castillo sufrió una serie de transformaciones y alteraciones por parte de particulares, que demolieron los edificios entre la torre principal y la torre angular situada cerca del bastión aragonés para construir los edificios actuales, ubicados en la esquina entre Corso Umberto I y Via Porto.
Desde principios del siglo XX, en el interior de la estructura se instalaron varios talleres de artesanos de la madera (carpinteros). La torre central de los recaudadores de impuestos albergó la aduana local, mientras que la torre de la esquina norte se utilizó como panificadora en la planta baja, mientras que la planta superior se transformó en habitaciones. También en el lado norte, entre la iglesia del Purgatorio y el cementerio adyacente, se estableció un taller de un ebanista, que añadió algunas mejoras sin alterar la estructura de la muralla. Lo que queda del castillo ha sido objeto de obras de restauración desde 1982, interrumpidas en varias ocasiones, y actualmente están en curso. Con el inicio de las obras de restauración, diseñadas por la Superintendencia de Patrimonio Arquitectónico y Paisajístico de Apulia, algunos investigadores locales han destacado el papel que el castillo y la torre principal han desempeñado en la ciudad y su territorio, y el potencial cultural que este complejo puede ofrecer en el futuro.

## Descripción

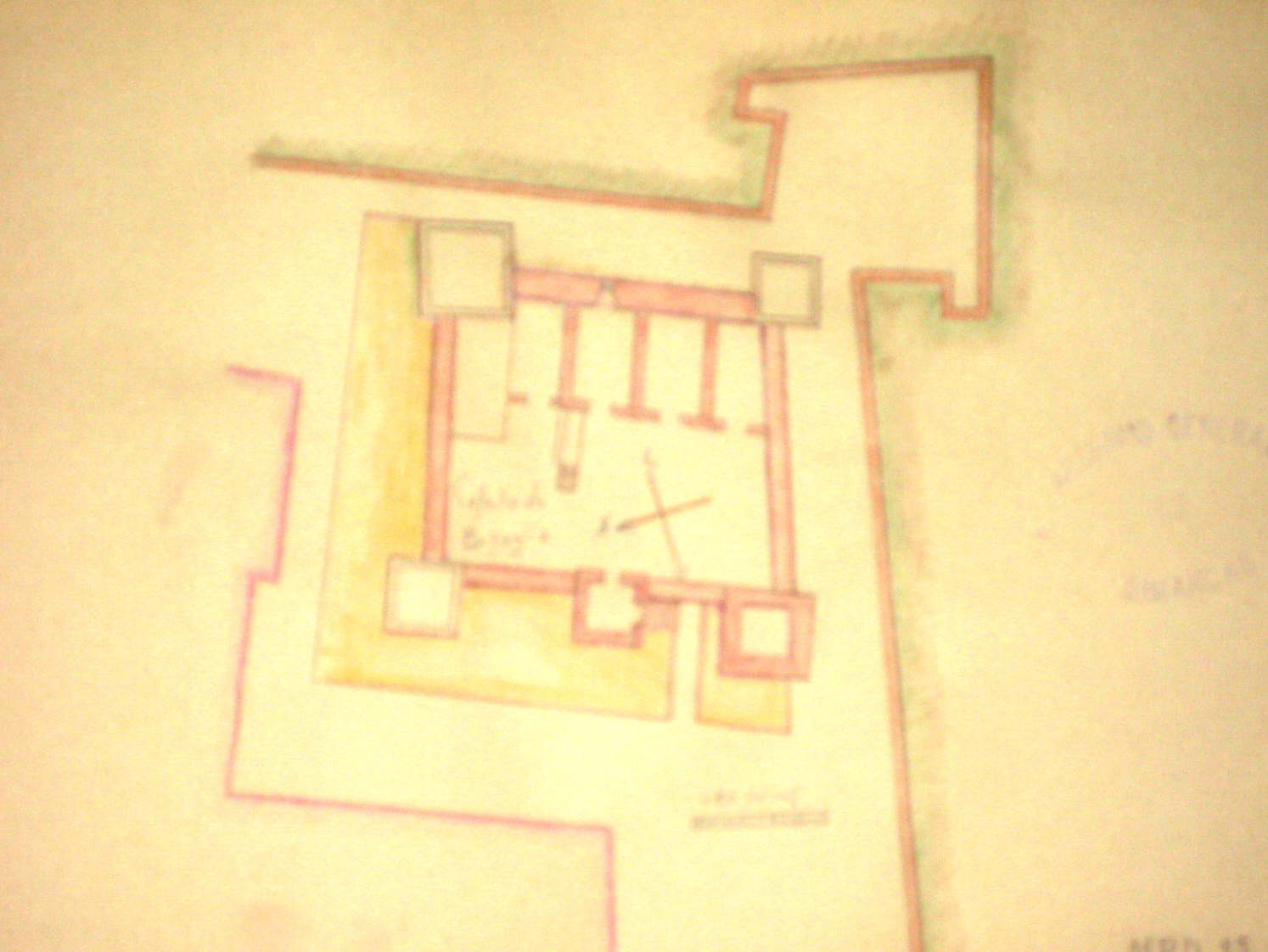
Planta del castillo en época española, siglo XVI

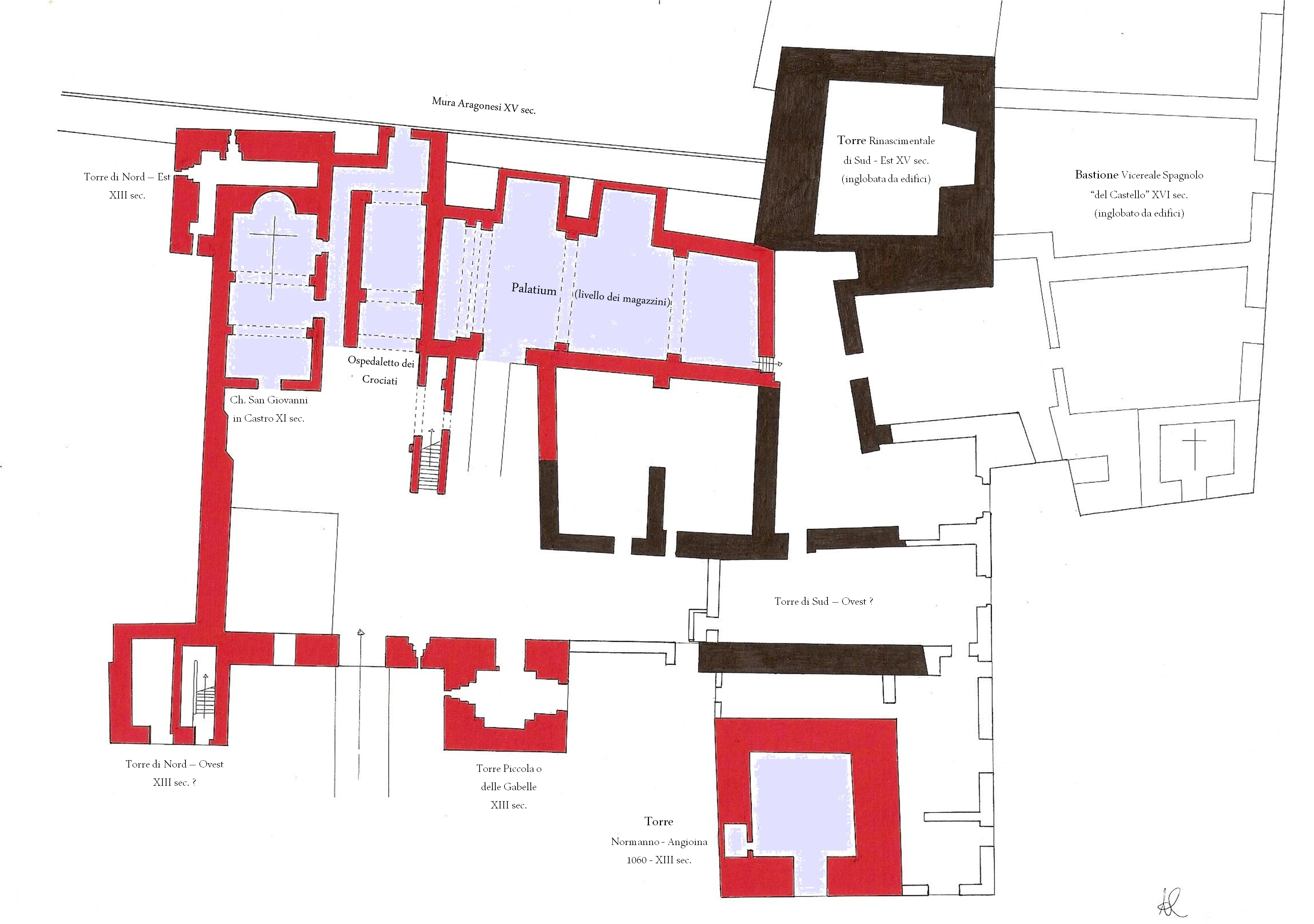
Planta baja del Castillo. En rojo, las estructuras que se conservan; en negro, las estructuras englobadas en otros edificios posteriores.

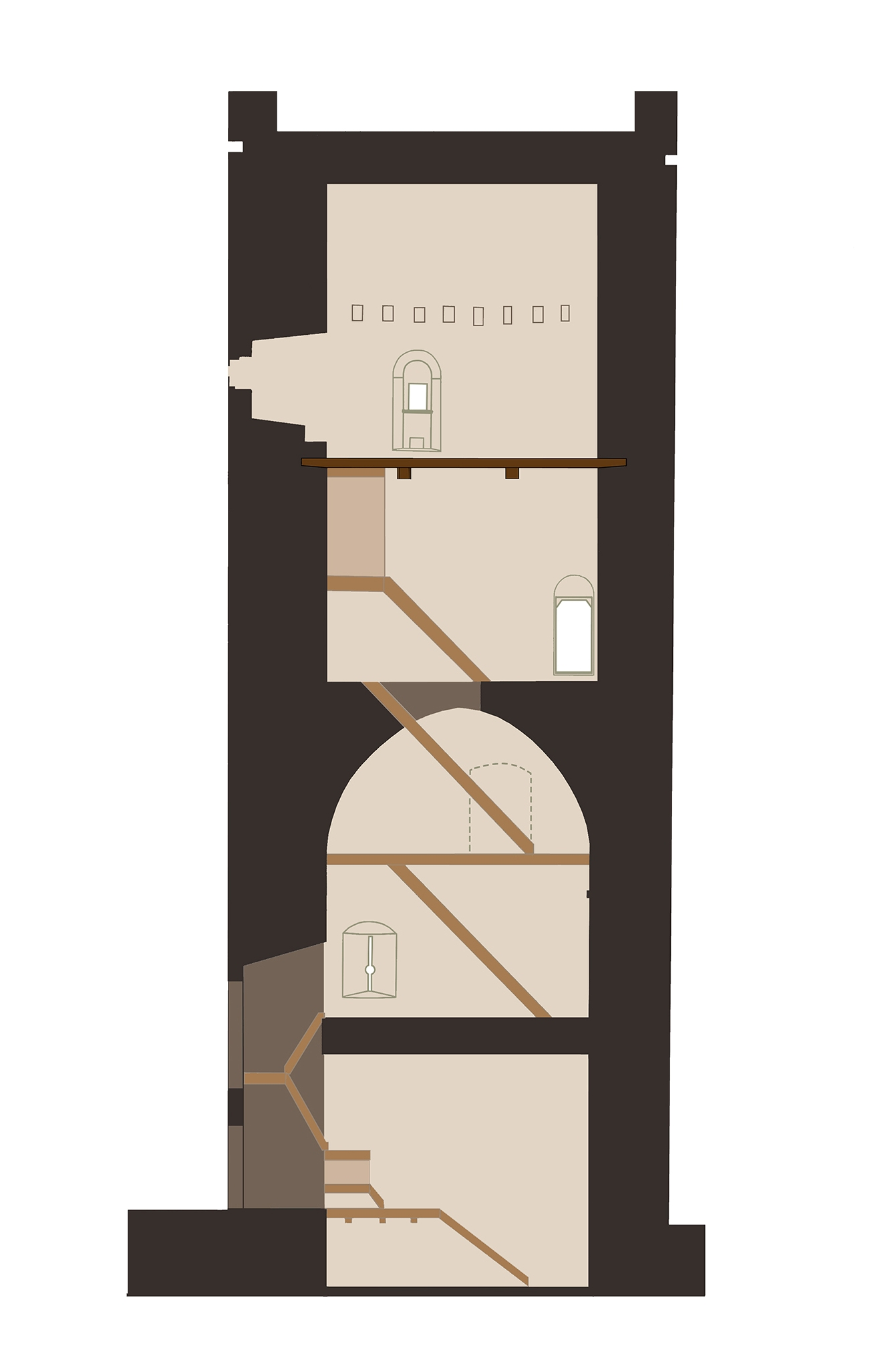
Sección E-W de la Torre Normando-Angevina del Castillo de Bisceglie

El castillo se edificó sobre un banco rocoso situado cerca de un antiguo arroyo que, descendiendo hacia el meandro del puerto, llegaba hasta el más antiguo núcleo de la ciudad de Bisceglie. El testimonio más antiguo de la estructura militar lo constituye la torre normanda, llamada la Torre Maestra, construida en dicho lugar en el siglo XI. A partir del siglo XVIII, la estructura defensiva, construida en piedra caliza local, se desarrolló sobre una planta cuadrangular, con un patio interior (cortile) fortificado por cuatro torres cuadradas situadas en las esquinas, entre las que se encontraban la imponente torre principal y una torre situada en la cortina defensiva occidental, en correspondencia con la entrada, llamada la Torre de la Gabela. Los lados exteriores, este y sur, daban a las murallas de la ciudad, y en la época aragonesa contaban con una protección adicional mediante un poste defensivo en la esquina.
Las murallas exteriores oeste y norte estaban circundadas por un foso que aislaba castillo de la ciudad intramuros (intra moenia). Se accedía al castillo a través de un puente levadizo entre la torre de gabelas y la torre maestra. Las torres y la muralla exterior estaban originalmente recorridas por un paseo peatonal, como lo demuestran algunas ménsulas de piedra que se han conservado con el paso del tiempo.
En el patio, el palatium, antigua residencia del castellano, se desarrollaba en dos niveles, del cual aún son visibles la puerta de acceso y los restos de una ventana con parteluz y arco apuntado ubicada en la planta noble. El castillo alberga la pequeña iglesia de San Giovanni (San Juan) en el ángulo noreste, caracterizada por una sencilla fachada a dos aguas, con paramento liso y portal en forma de medialuna, coronada por una ventana. Las vertientes del tejado, enmarcadas por pequeños arcos volados, terminan en una espadaña. La nave está cubierta por bóveda de cañón y termina en un pequeño ábside incrustado en los muros.

## Otras imágenes

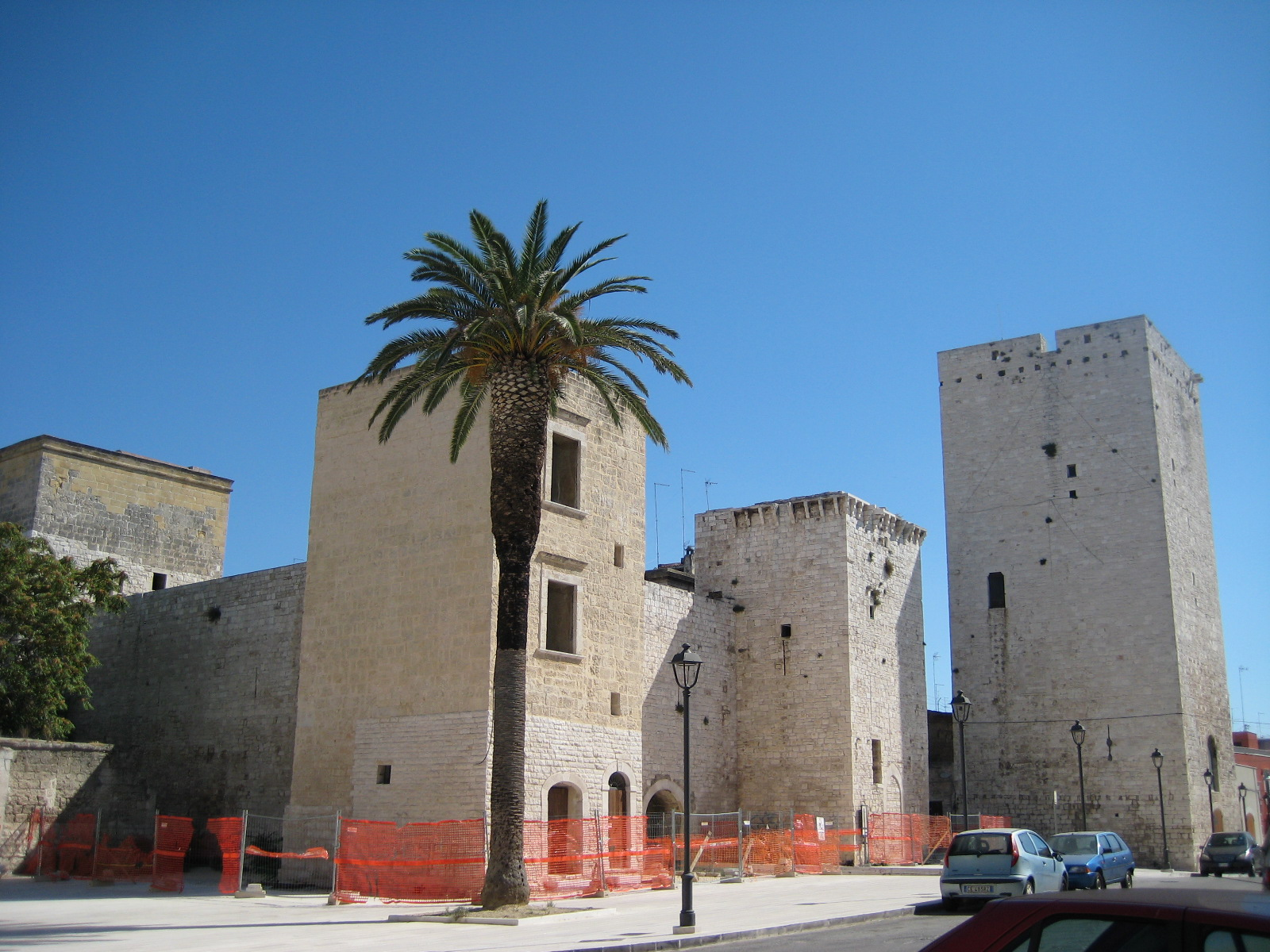
castillo de Bisceglie en 2020
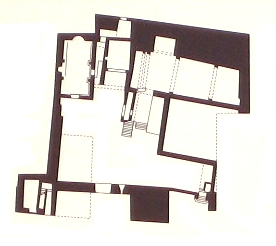
Plano del castillo afectado por la restauración
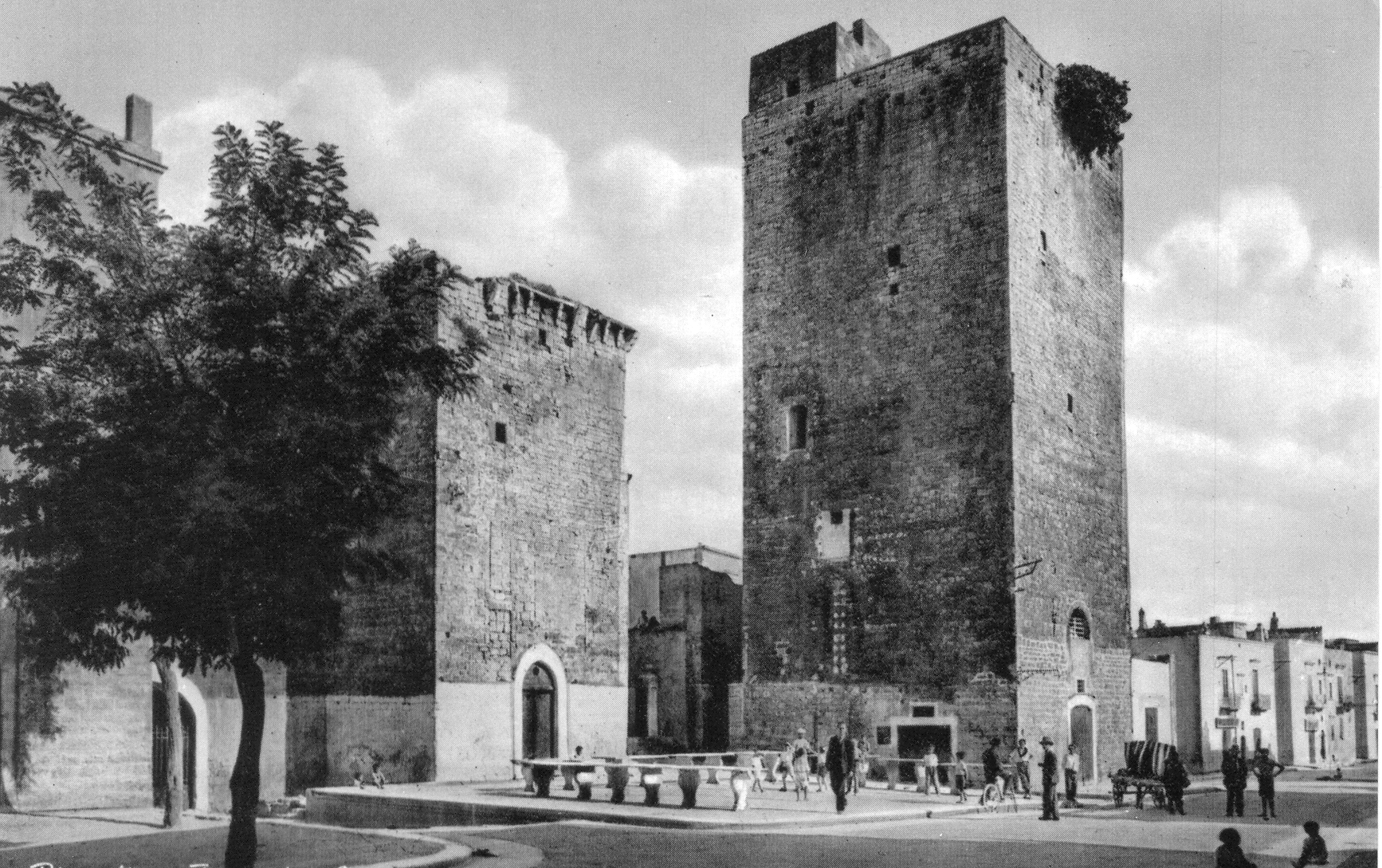
El castillo en una fotografía antigua de principios del siglo XX.
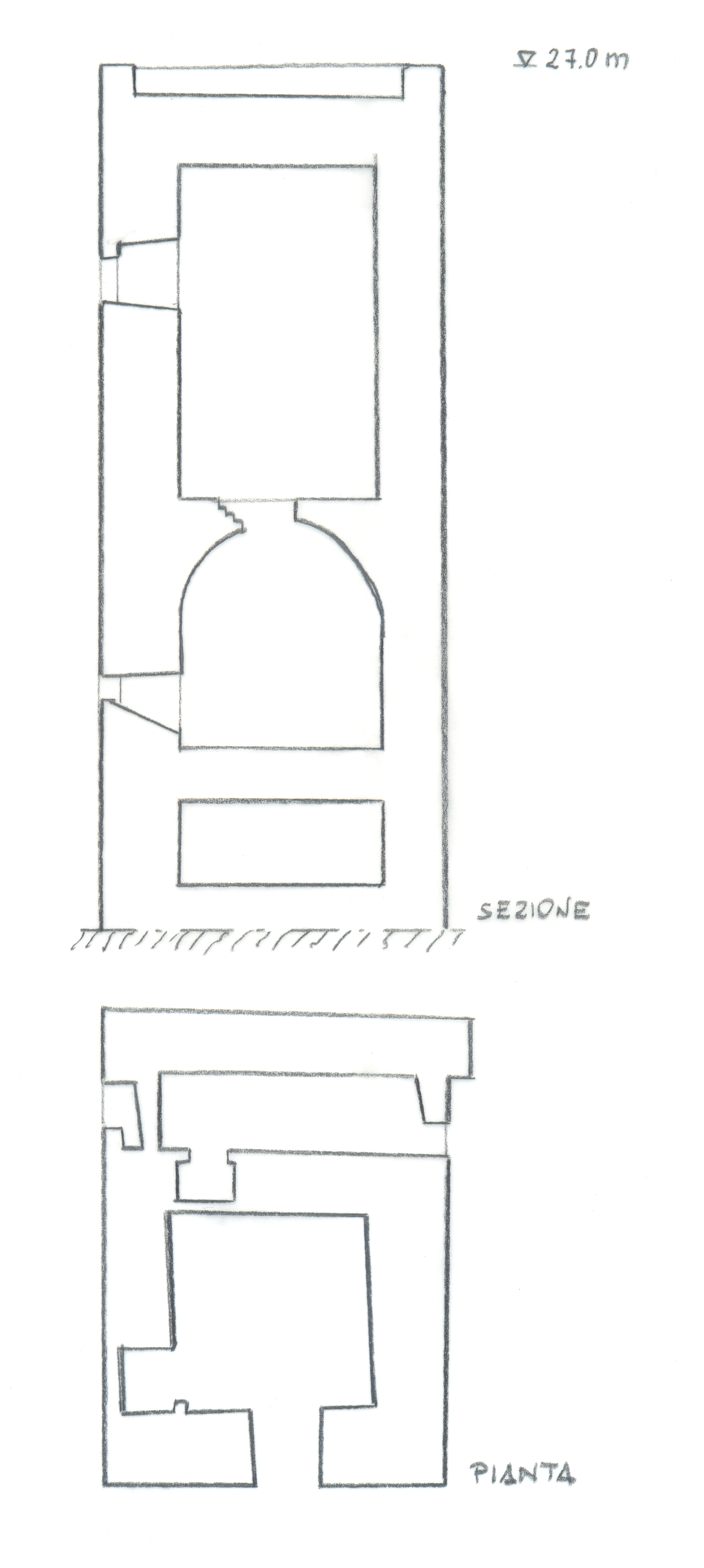
Planta y sección de la torre maestra
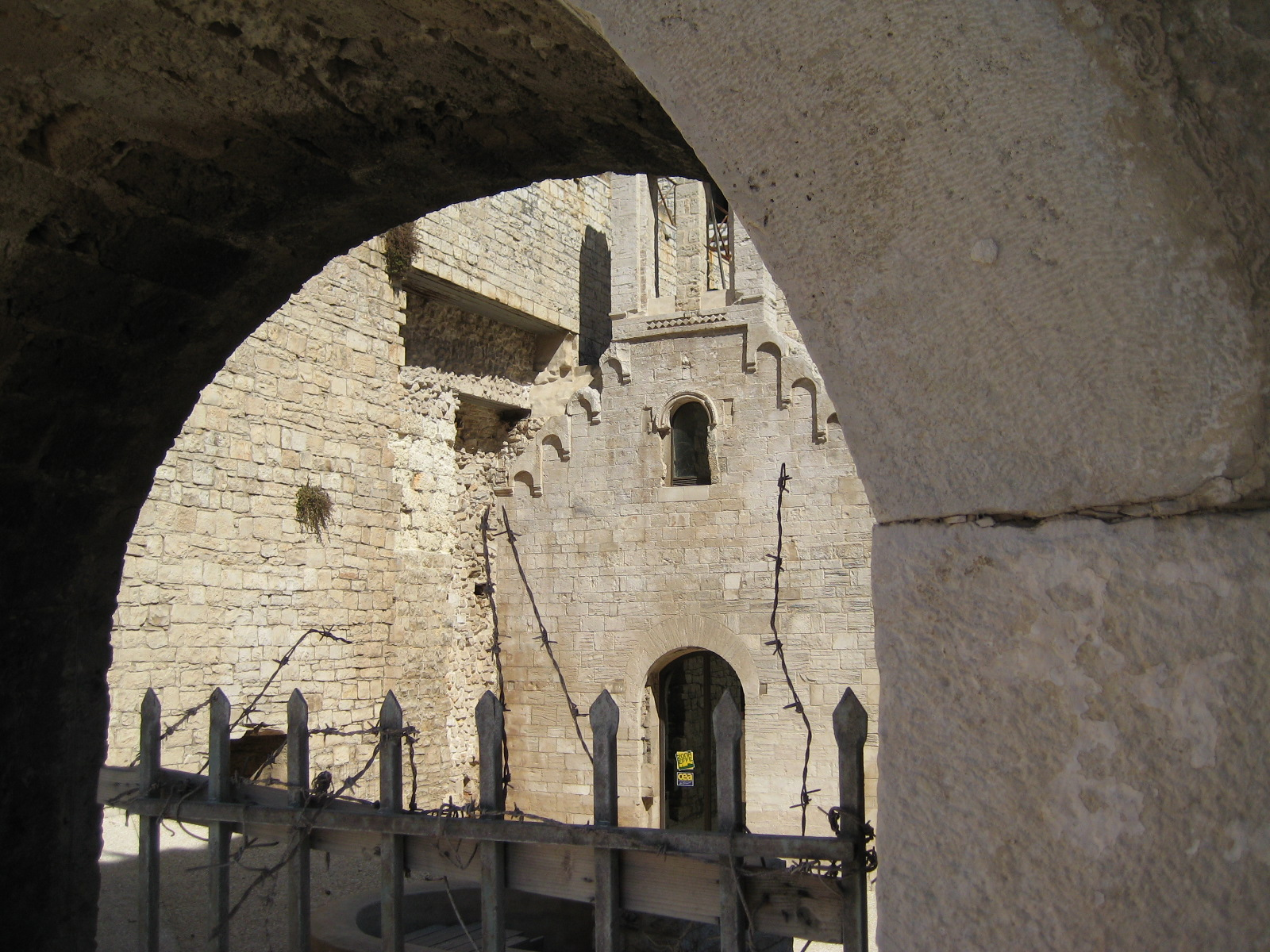
La iglesia de San Giovanni
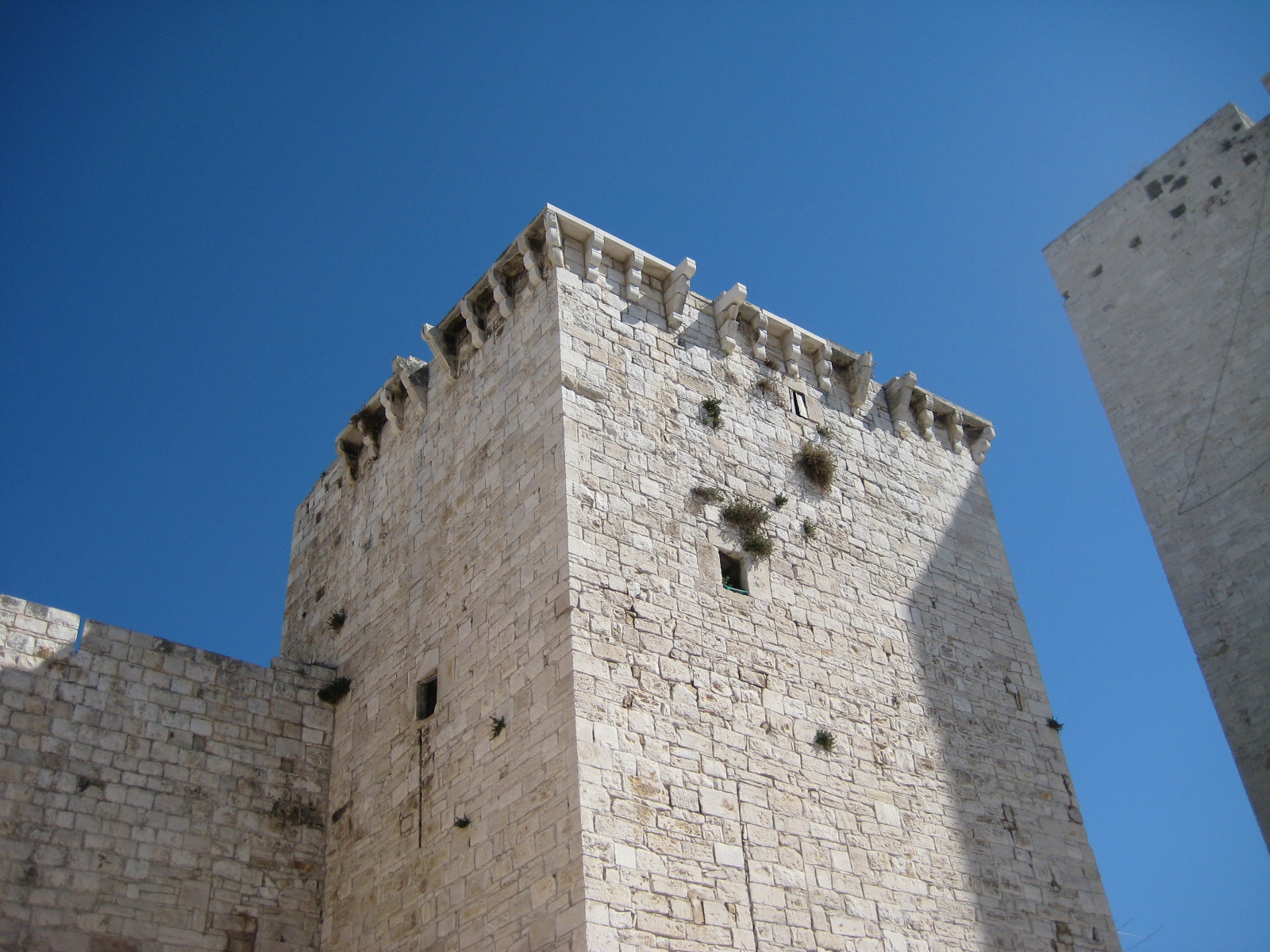
La torre de las gabelas
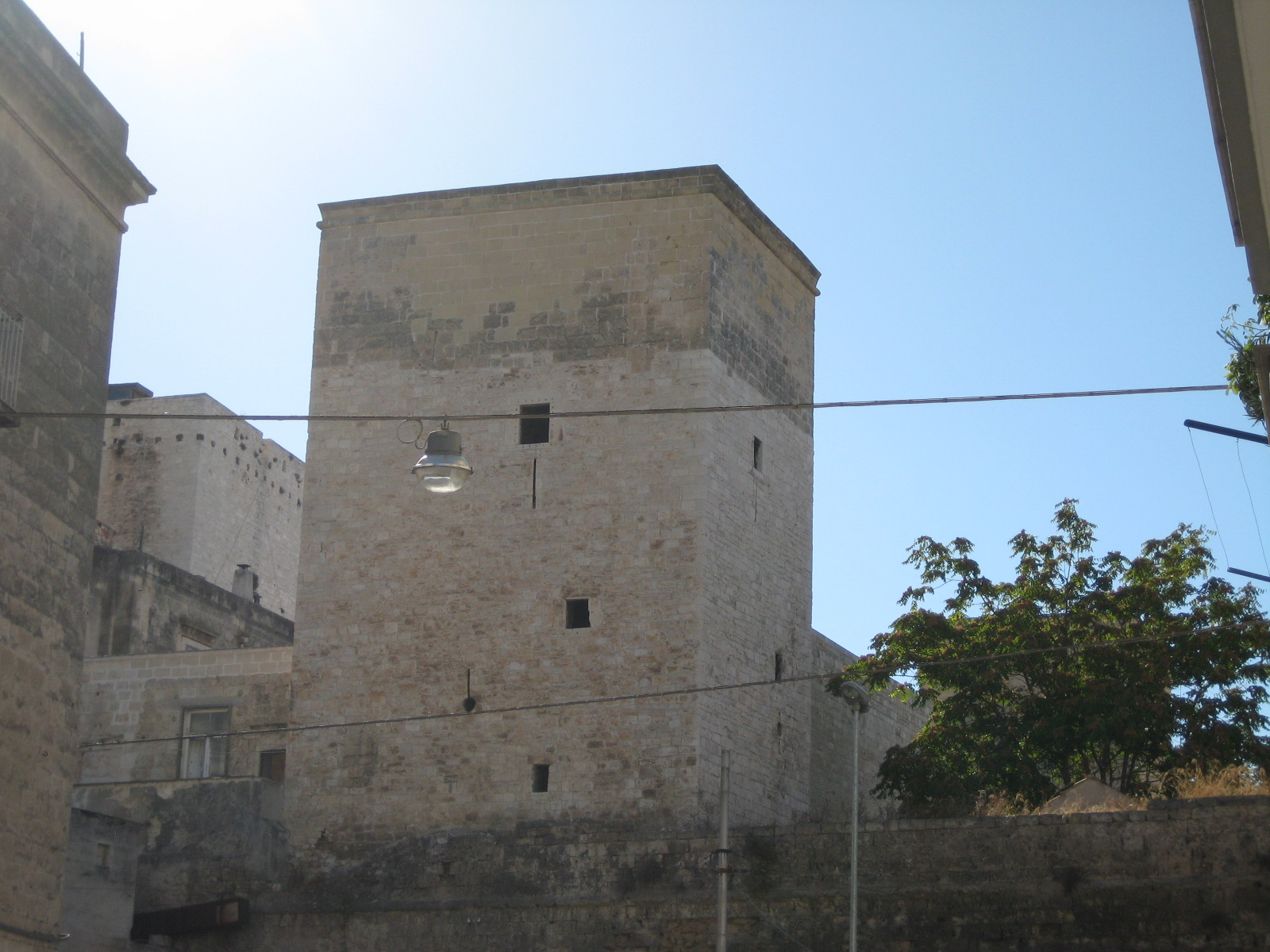
La torre del ángulo nordeste
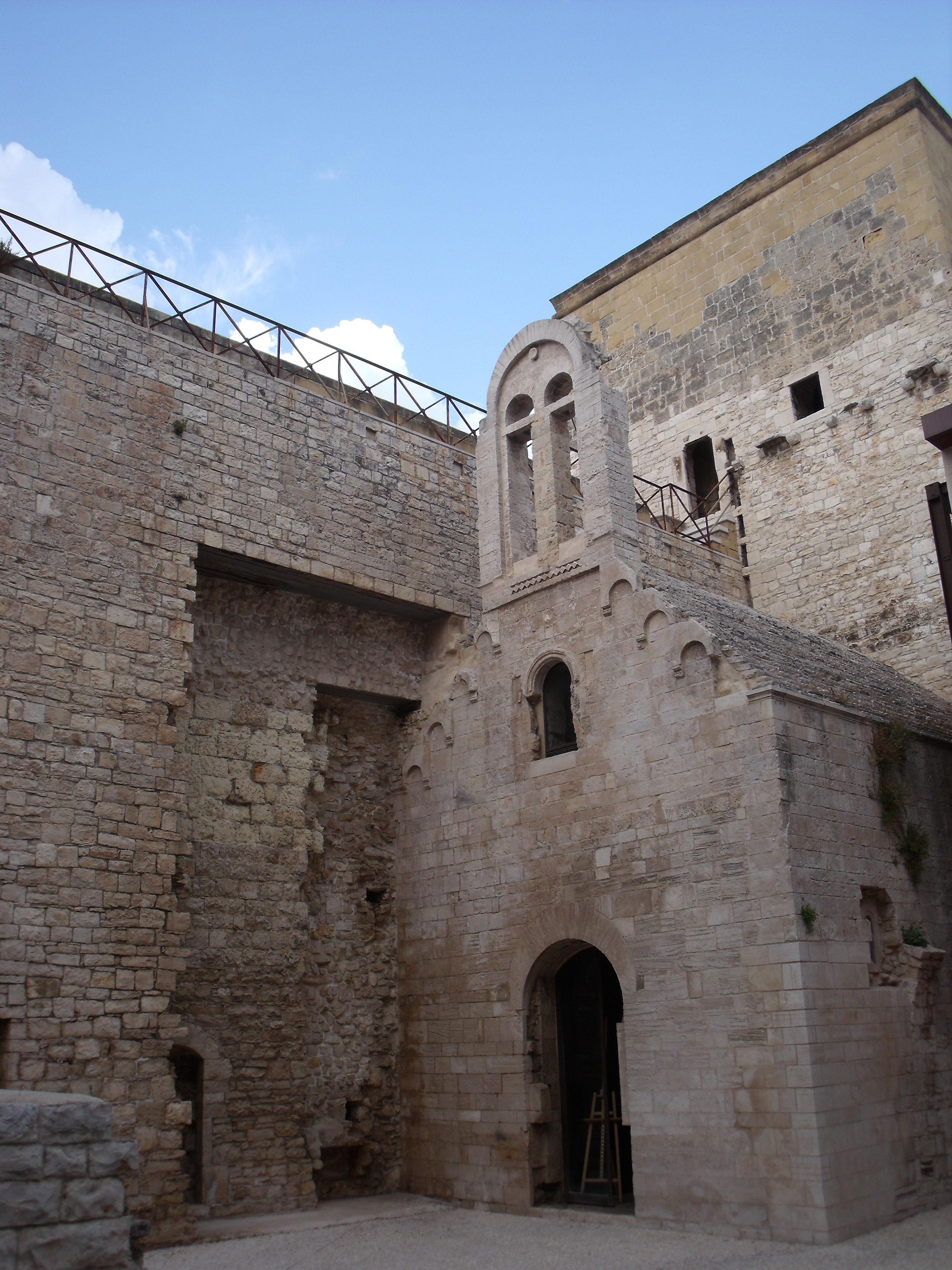
Iglesia de San Giovanni in Castro y torre noreste
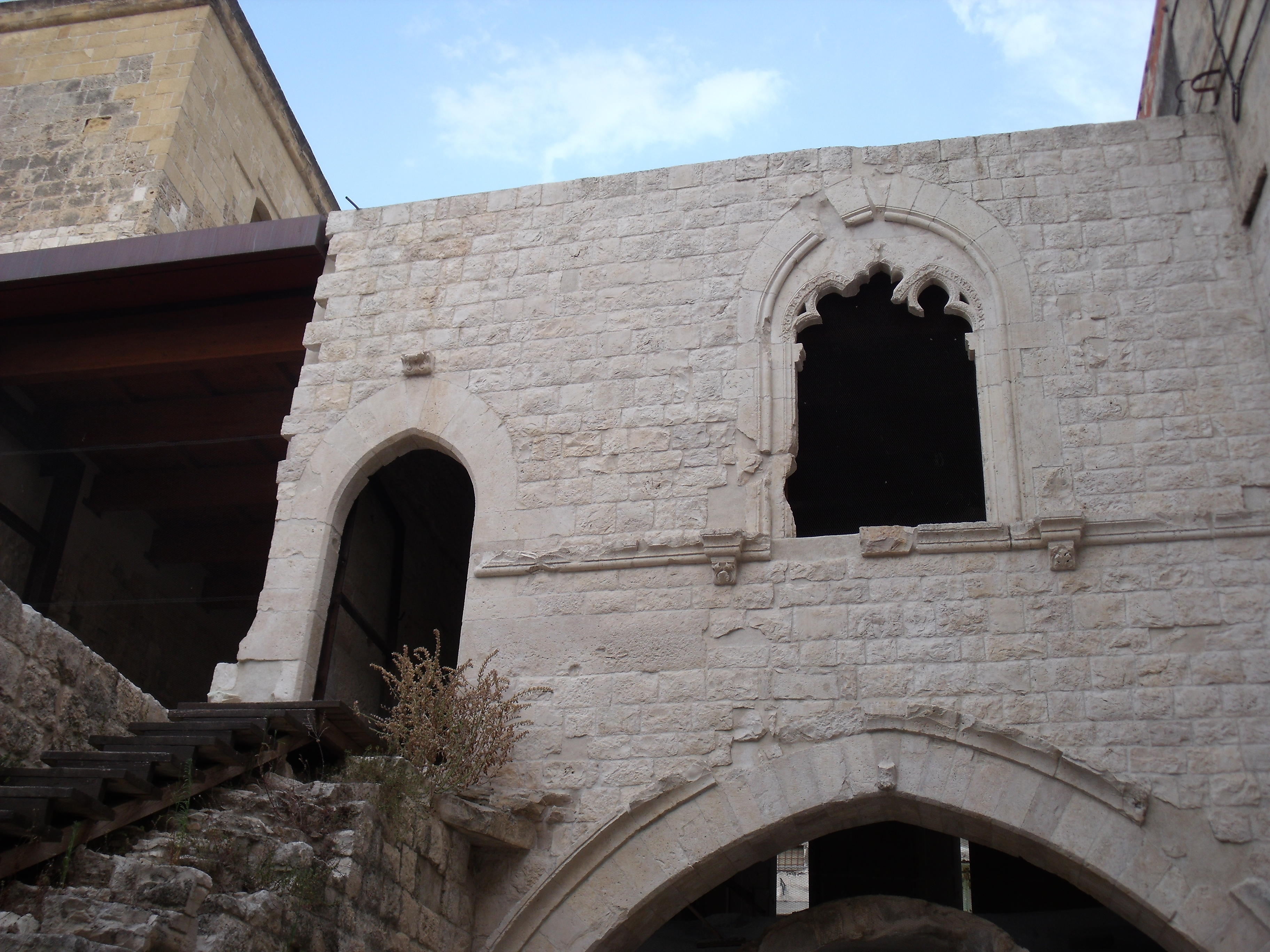
Entrada al Palatium angevino